# Moritz Seider
Moritz Seider, född 6 april 2001 i Zell, Rheinland-Pfalz, är en tysk professionell ishockeyback som spelar för Detroit Red Wings i NHL.
Under säsongen 2018/19 spelade han för Adler Mannheim i DEL och blev därefter draftad som 6:e spelare totalt av Detroit Red Wings i NHL-draften 2019. 
Seider har sedan han blev draftad gjort en säsong med Grand Rapids Griffins i AHL 2019/2020, och var utlånad till Rögle BK i SHL under säsongen 2020/21, där han som 20-åring också vann pris som årets back i ligan.
Seiders moderklubb är EHC Erfurt.

## Klubblagskarriär

### DEL
Han debuterade för Adler Mannheim i den tyska högsta ligan DEL säsongen 2017/18. Säsongen därpå, 2018/19, spelade han 29 matcher och noterades för 6 poäng under grundserien. 

### AHL
Säsongen 2019/20 spelade han 49 matcher för Grand Rapids Griffins, för vilka han gjorde 22 poäng på 49 spelade matcher. 

### NHL

#### Detroit Red Wings
Han draftades av Detroit Red Wings i första rundan, som nummer 6 totalt, i NHL-draften 2019.

### SHL
Med anledning av coronapandemin säsongen 2020/21 blev han utlånad till Rögle BK. Han svarade för 28 poäng på 41 spelade matcher, flest poäng av alla juniorer i ligan. Han blev tilldelad utmärkelsen ligans bäste back under säsongen 2020-21.

## Statistik
| 2016–2017  | Jungadler Mannheim    | DNL        | 22  | 4  | 8  | 12 | 18 | 4  | 0 | 1 | 1 | 0 |
| 2017–2018  | Adler Mannheim        | DEL        | 4   | 0  | 0  | 0  | 0  | —  | — | — | — | — |
|            | Jungadler Mannheim    | DNL        | 14  | 6  | 7  | 13 | 2  | —  | — | — | — | — |
| 2018–2019  | Adler Mannheim        | DEL        | 29  | 2  | 4  | 6  | 8  | 14 | 0 | 5 | 5 | 0 |
| 2019–2020  | Grand Rapids Griffins | AHL        | 49  | 2  | 20 | 22 | 28 | —  | — | — | — | — |
| 2020–2021  | Rögle BK              | SHL        | 41  | 7  | 21 | 28 | 16 | 13 | 1 | 4 | 5 | 8 |
| 2021–2022  | Detroit Red Wings     | NHL        | 82  | 7  | 43 | 50 | 34 | —  | — | — | — | — |
| 2022–2023  | Detroit Red Wings     | NHL        | 82  | 5  | 37 | 42 | 40 | —  | — | — | — | — |
| NHL totalt | NHL totalt            | NHL totalt | 164 | 12 | 80 | 92 | 74 | —  | — | — | — | — |
| DEL totalt | DEL totalt            | DEL totalt | 33  | 2  | 4  | 6  | 8  | 14 | 0 | 5 | 5 | 0 |

### Internationellt
| Källa: Uppdaterad: 2023-02-02 | Källa: Uppdaterad: 2023-02-02 | Källa: Uppdaterad: 2023-02-02 |         | Utv = Utvisningsminuter | Utv = Utvisningsminuter | Utv = Utvisningsminuter | Utv = Utvisningsminuter | Utv = Utvisningsminuter |
| År                            | Lag                           | Mästerskap                    | Matcher | Mål                     | Assists                 | Poäng                   | Utv                     |                         |
| ----------------------------- | ----------------------------- | ----------------------------- | ------- | ----------------------- | ----------------------- | ----------------------- | ----------------------- | ----------------------- |
| 2017                          | Tyskland                      | U18-VM D1                     | 5       | 0                       | 1                       | 1                       | 0                       |                         |
| 2018                          | Tyskland                      | JVM D1                        | 5       | 1                       | 0                       | 1                       | 4                       |                         |
| 2018                          | Tyskland                      | U18-VM D1                     | 5       | 0                       | 3                       | 3                       | 6                       |                         |
| 2019                          | Tyskland                      | JVM D1                        | 5       | 1                       | 6                       | 7                       | 4                       |                         |
| 2019                          | Tyskland                      | VM                            | 5       | 2                       | 0                       | 2                       | 2                       |                         |
| 2020                          | Tyskland                      | JVM                           | 7       | 0                       | 6                       | 6                       | 6                       |                         |
| 2021                          | Tyskland                      | VM                            | 10      | 0                       | 5                       | 5                       | 6                       |                         |
| 2022                          | Tyskland                      | VM                            | 8       | 2                       | 5                       | 7                       | 0                       |                         |
| Junior totalt                 | Junior totalt                 | Junior totalt                 | 27      | 2                       | 16                      | 18                      | 20                      |                         |
| Senior totalt                 | Senior totalt                 | Senior totalt                 | 23      | 4                       | 10                      | 14                      | 8                       |                         |